# Ariane 5 EPC
Ariane 5 EPC (Etage Principal Cryogénique) — główny człon rakiet nośnych Ariane 5 ECA i Ariane 5 ES. Wykorzystuje mieszankę ciekłego tlenu i ciekłego wodoru. Od swojego odpowiednika w rakiecie Ariane 5G różni się ulepszonym silnikiem i turbopompą tlenu, oraz zmienionym układem obiegu i przechowywania ciekłego tlenu. Zmiany te umożliwiły zabieranie 15 200 kg więcej paliwa.